# American Center
Ne doit pas être confondu avec American Center for Art and Culture.

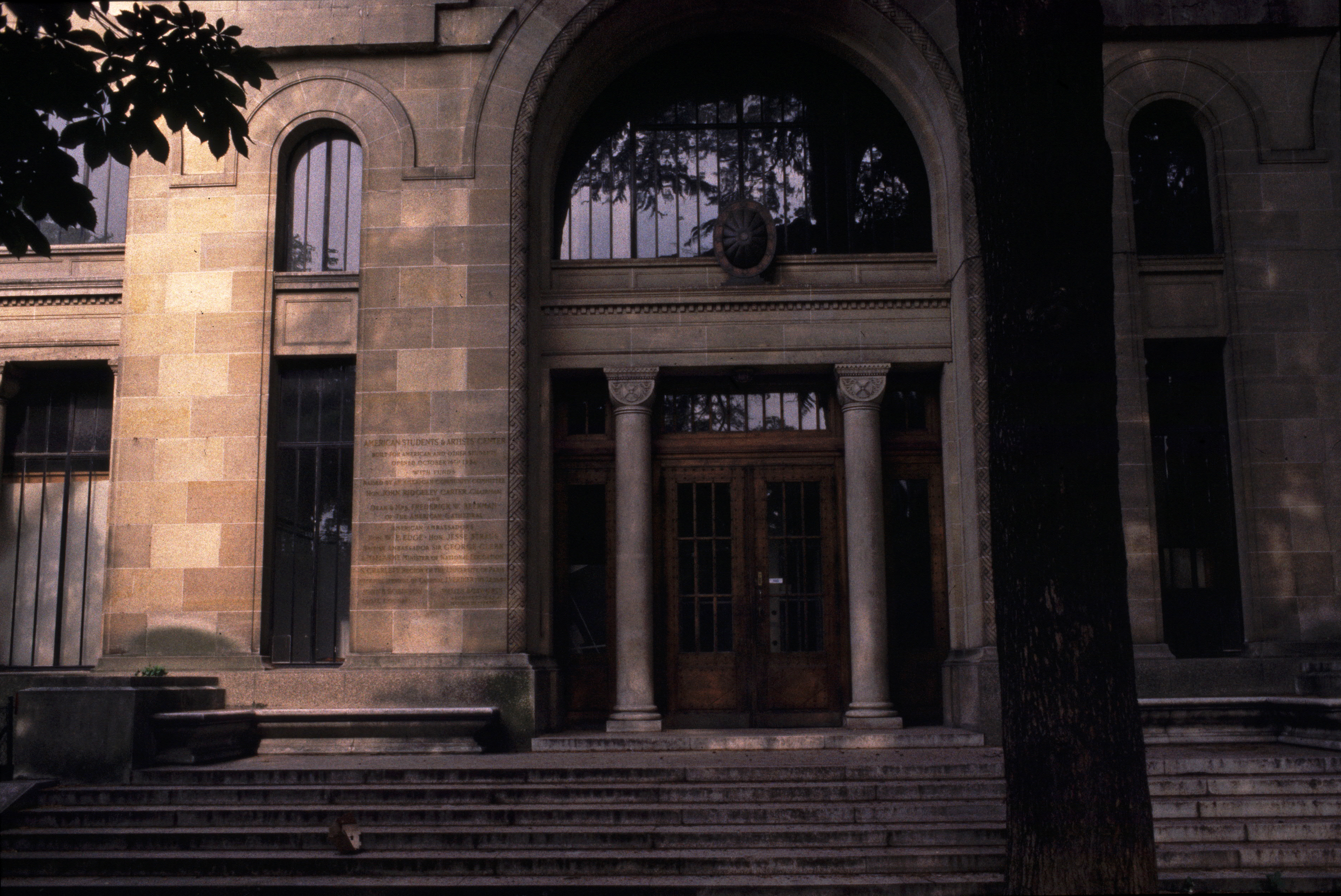
Le 261, boulevard Raspail, bâtiment historique de l'American Center de 1934 à 1994, ici vers 1980, avant sa démolition.

Le bâtiment du 51, rue de Bercy, construit par Frank Gehry en 1994 pour l'American Center, et qui accueille depuis 2005 la Cinémathèque française.

L’American Center ou Centre américain de Paris est une institution culturelle et artistique particulièrement dynamique dans les années 1960. Fondé à Paris en 1934, il disparaît en 1996, deux ans après son déménagement du boulevard Raspail (où il est remplacé par la Fondation Cartier pour l'art contemporain) vers son nouveau bâtiment du 51, rue de Bercy (où il est remplacé ultérieurement par la Cinémathèque française et la Bibliothèque du film).

## Histoire
En 1922, le United States Students’ and Artists’ Club est fondé par le clergé de la Cathédrale américaine de Paris, au 107, boulevard Raspail dans le quartier Notre-Dame-des-Champs du 6e arrondissement. Ce lieu héberge The American Theater in Paris, où sont montées des œuvres de dramaturges américains modernes. 
En 1934, il devient l'American Center, le centre culturel du gouvernement américain à Paris, et déménage quasiment au centre géographique du quartier du Montparnasse, dans le 14e arrondissement, au 261, boulevard Raspail, dans des bâtiments situés au milieu d'un parc comprenant un cèdre du Liban planté par Chateaubriand en 1825 (arbre coupé en 2020, en raison des fortes chaleurs que connaissait le pays depuis deux ans).
De mai à juin 1963, les autorités américaines y présentent ensuite pour la première fois en Europe l'exposition « De A à Z » regroupant 31 artistes de la jeune scène américaine du pop art, dont Andy Warhol ; tandis que la première série d'œuvres de 1961 de Roy Lichtenstein, basée sur la bande dessinée, est en même temps exposée à la galerie Ileana Sonnabend.
De nombreux artistes musiciens, chanteurs, tels Alan Stivell, Steve Waring, ou Graeme Allwright, y font leurs premiers pas dans le format de soirée dit hootenanny créé et animé de 1964 à 1973 par Lionel Rocheman. 
Au début des années 1970, et jusqu’au milieu des années 1980, l’American Center est au cœur d'un nouvel élan de création en  art contemporain, dont notamment la danse. Merce Cunningham, John Cage, Bob Wilson, Lucinda Childs, Nam June Paik, Trisha Brown y sont notamment accueillis. Faisant intervenir des percussionnistes de haute volée, la classe d’expression africaine de Jeanine Claes, est alors le cours de danse le plus prisé d'Europe, attirant toute la nouvelle vague des actrices du cinéma français représentée alors par Isabelle Adjani, Isabelle Huppert, Sandrine Bonnaire ou Valérie Kaprisky qui reproduit d’ailleurs l’une des chorégraphies de Jeanine Claes dans La Femme publique (1984, Andrzej Żuławski). 
Le 12 novembre 1976, le groupe de rock français Téléphone y donne son tout premier concert[réf. nécessaire]. Le centre théâtral compte parmi ses « débutants » Bulle Ogier, Jean-Pierre Kalfon, Pierre Clémenti, Valérie Lagrange, Jacques Higelin, Élisabeth Wiener…
En 1986, l'American Center quitte ses anciens locaux du 261, boulevard Raspail, pour s'installer dans le quartier de Bercy, dans le 12e arrondissement. La Fondation Cartier pour l'art contemporain acquiert le terrain du boulevard Raspail et confie à l'architecte Jean Nouvel le soin de reconstruire un nouveau bâtiment, qui est inauguré en 1994.
Le nouvel American Center réalisé par l'architecte canadien Frank Gehry ouvre en 1994 au 51, rue de Bercy. Mais le coût des travaux entraîne des difficultés financières et il doit fermer en 1996. Après des projets pour une maison de la danse, le 30 juin 1998, Catherine Trautmann, ministre de la Culture ayant décidé l'abandon du projet de réaménagement du palais de Tokyo, annonce sa décision d'y installer la « Maison du cinéma » pour abriter la Cinémathèque française, la Bibliothèque du film (ou BiFi), qui a fusionné avec elle le 1er janvier 2007, et le Service des archives du film et du dépôt légal du Centre national du cinéma et de l'image animée (CNC). 
La Cinémathèque française y ouvre au public en septembre 2005.